# Фадзари, Мишель
Мишель Кристина Фадзари (англ. Michelle Cristina Fazzari; 10 июля 1987, Гамильтон — 30 августа 2024) — канадская спортсменка (вольная борьба), выступавшая в весовой категории до 58 кг. Бронзовый призёр чемпионата мира 2017 года. Чемпионка Панамериканского чемпионата по борьбе 2014 и 2017 годов.
Выступала на Олимпийских играх в Рио-де-Жанейро 2016 года, где заняла 17-е место в категории до 58 кг.
Фадзари умерла от рака 30 августа 2024 года в возрасте 37 лет.